# Адмиралтейств-коллегия
Адмиралтейств-коллегия — высший орган управления военно-морскими делами в России в 1718—1802 годах.

## Образование коллегии
Коллегия была образована в ходе реформы центральных органов управления указом Петра I от 11 (22) декабря 1717 год в числе первых 9 коллегий. Согласно указу являлась главным органом управления Военно-морского флота. В коллегию были переданы функции нескольких существовавших до этого флотских организаций:
- Приказа морского флота
- Московской адмиралтейской канцелярии (ранее — Адмиралтейский приказ, занималась хозяйственными и финансовыми вопросами)
- Воинской морского флота канцелярии (занималась кадровыми вопросами)
- Морского комиссариата (ведал доходами адмиралтейства, раздачей жалованья и провианта флотским чинам, отпуском денег на нужды кораблестроения и закупкой корабельных припасов, производил суд над морскими чинами)
- нескольких контор и канцелярий: Экипажеской, Провиантской, Мундирной, Обер-сарваерской, Лесных дел, Счётных дел.

15 (26) декабря 1717 года президентом Государственной Адмиралтейств-коллегии был назначен генерал-адмирал граф Ф. М. Апраксин, 
вице-президентом — вице-адмирал К. Крюйс.
Коллегия подчинялась Сенату и возглавлялась президентом. В состав присутствия (общего собрания) коллегии входило от пяти до семи флагманов. Делопроизводством коллегии заведовал обер-секретарь, для ведения судебных дел имелся обер-аудитор, правильность ведения дел контролировал прокурор, в штате имелись два фискала для выявления служебных упущений и преступлений. Размещалась в центральной части комплекса зданий Петербургского адмиралтейства.
Основным рабочим органом коллегии была Канцелярия. С 1723 года все структурные подразделения коллегии стали носить названия контор:
- адмиралтейская (заведование верфями, складами, снабжением и оснащением кораблей)
- цейхмейстерская (артиллерийская)
- генерал-кригскомиссариатская, или комиссариатская (отвечала за вопросы обеспечения личного состава флота, ведение списков личного состава, руководство морскими госпиталями)
- подрядная (отвечала за проведение торгов, организацию закупок)
- провиантская (отвечала за прием, хранение и выдачу продовольствия)
- казначейская (прием и распределение финансов)
- цалмейстерская (выдача жалованья личному составу)
- контролерская (контроль за приходом и расходом материальных и денежных средств)
- мундирная (заготовление и выдача обмундирования)
- обер-сарваерская (расходование лесных припасов, постройка кораблей)
- вальдмейстерская контора (заведование заповедными лесами)
- Московская адмиралтейская контора.

К решению задач боевого управления флотом коллегия не привлекалась, хотя время от времени члены Коллегии принимали участие в составлении планов кампаний и общих указаний командирам эскадр.
Таким образом, по петровскому регламенту Адмиралтейств-коллегия состояла из флагманов, заседавших по старшинству, и являлась, по существу, «военным советом», имевшим в подчинении 11 контор. Частая смена руководства конторами, отсутствие постоянного состава коллегии, необходимость для флагманов заниматься несвойственными им административно-хозяйственными делами приводили к беспорядку в делах.

## Реформы Воинской морской комиссии
Большие изменения в структуре коллегии произошли в царствование Анны Иоанновны, когда при подготовке работы созданной по Высочайшему указу Воинской морской комиссии многие флагманы отметили необходимость реформ флотского управления.
В доношении от 28 июля (8 августа) 1732 года Воинская морская комиссия предложила ввести коллегию с постоянным составом и реорганизовать конторы в экспедиции, управляемые постоянными чиновниками. Общее собрание этих чиновников и должно было составлять коллегию, на которой принимались решения. Исполнением этих решений занимались экспедиции.
В составе коллегии создавалось 4 экспедиции:
- Комиссариат, который заведовал всем снабжением флота, раздачей жалования, приготовлением мундира, денежными и провиантскими доходами и расходами, покупками, подрядами (кроме леса), заготовкой материалов и финансовой отчетностью.
- Экипажская экспедиция занималась хранением и использованием такелажа и вооружения судов.
- Сарваерская экспедиция заведовала верфями, кораблестроением, заготовкой и охраной леса.
- Артиллерийская экспедиция заведовала морской артиллерией.

Управление экспедициями находилось в руках директоров экспедиций. Адмиралтейские заводы и учебные заведения передавались в подчинение двух советников коллегии, которые работали постоянно в присутствии при президенте.
Реформа упрощала структуру управления и ликвидировала множественность звеньев управления, что вместе с введением постоянного состава управления делало работу коллегии более гибкой и эффективной.
Эта реформа создала систему, которая просуществовала почти неизменной до конца века. Возвращение к петровской структуре было провозглашено Елизаветой Петровной, но упразднение экспедиций было юридически оформлено только в 1751 году, а конторская система была восстановлена только в 1757 году. В 1763 году новая Морская комиссия снова восстановила структуру 1732 года.

## Преобразование
В 1802 году Коллегия вошла в состав созданного Морского министерства, а в 1827 году была преобразована в совещательный орган при морском министре — Адмиралтейств-совет.

## Руководители
- См. Руководители флота СССР и России